# Dojenie
Dojenie (roln.) – czynność mająca na celu pozyskiwanie mleka z wymion samic ssaków. m.in. krowy, owcy, kozy, kobyły, wielbłądzicy i innych. Proces dojenia wykonywany jest ręczne lub mechanicznie za pomocą dojarki elektrycznej.

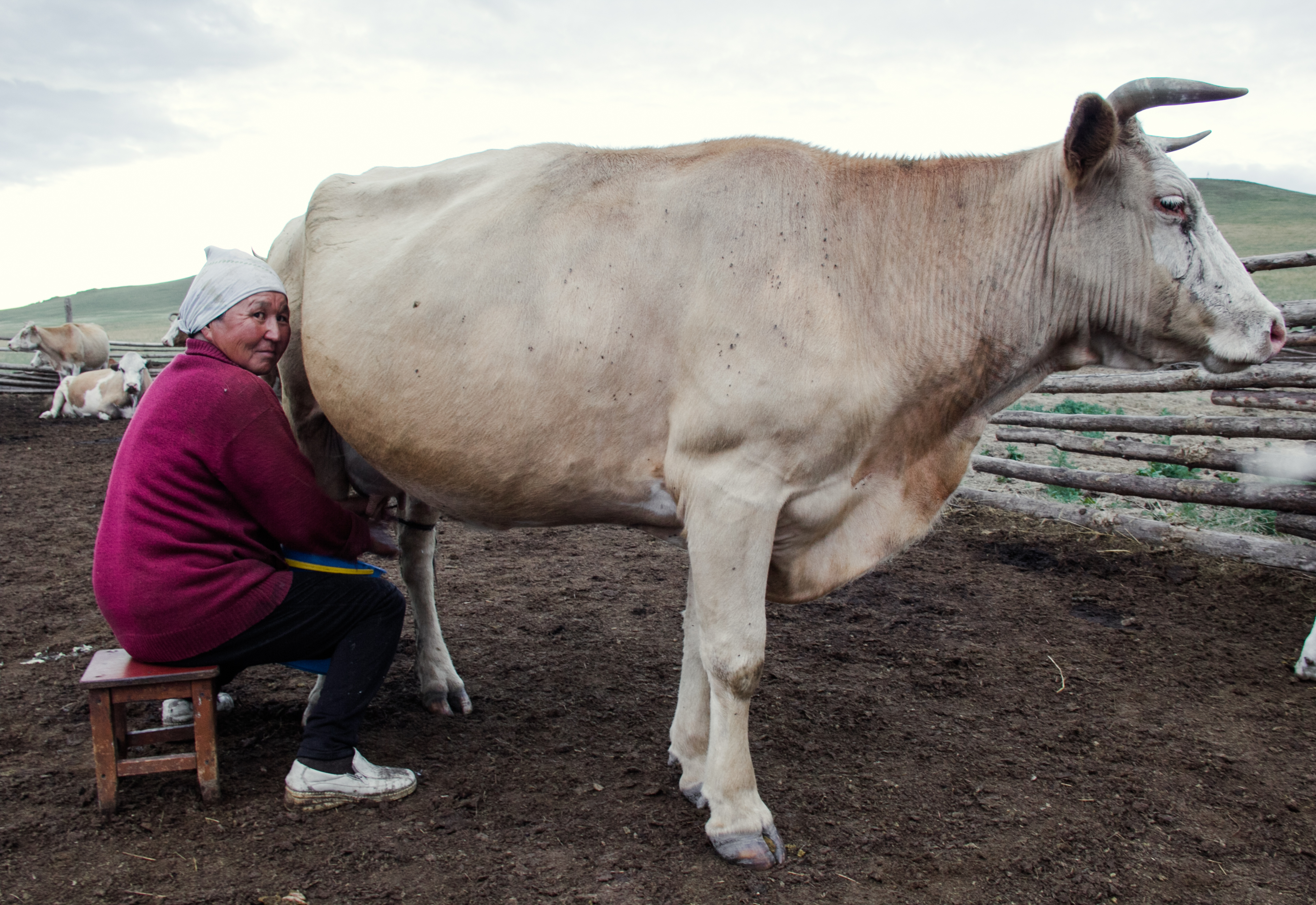
Ręczne dojenie krowy

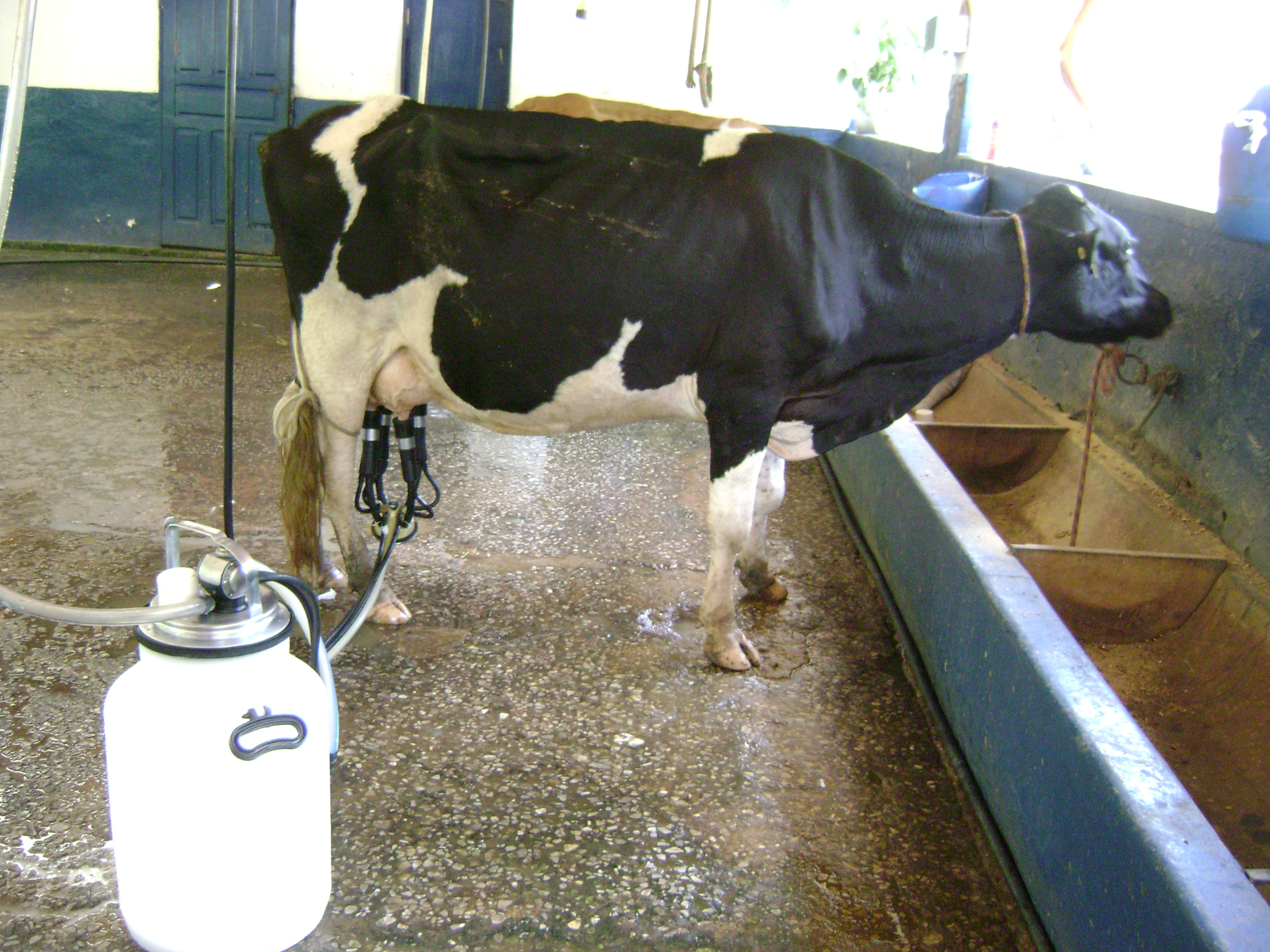
Mechaniczne dojenie krowy

Dojenie ręczne może odbywać się metodą:
- piąstkowania – dojenie wykonywane wszystkimi palcami dłoni, metoda polega na zamknięciu kciukiem i palcem wskazującym górnej część kanału mlecznego w strzyku zaciskając palce obejmujące strzyk u jego nasady, następnie dociskając do strzyka kolejno pozostałe palce, wyciska się mleko na zewnątrz. Piąstkowanie nie deformuje wymienia ani strzyków oraz pozwala na uzyskiwanie czyściejszego mleka. Powszechnie stosowaną metodą dojenia jest piąstkowanie.
- osmykiwania – dojenie wykonywane  dwoma palcami, metoda polega na uchwyceniu kciukiem i palcem wskazującym strzyka u nasady a następnie pociąga w dół, przesuwając wzdłuż strzyka palce. Metoda ta ma liczne wady: uszkadzanie tkanki gruczołowej wymienia, wydłużanie się i wiotczenie strzyków oraz silne zanieczyszczenie mleka. Dój przez osmykiwanie może być prowadzony wyłącznie mokrymi palcami (tzw. dój na mokro), które dojarz zwilża najczęściej mlekiem, a brud ze strzyków i rąk spływa do naczynia. Osmykiwanie może być stosowane jedynie u krów o bardzo krótkich strzykach, uniemożliwiających piąstkowanie.
- kciukowania – dojenie wykonywane czterema palcami, z pominięciem palca wskazującego, polega na przyłożeniu do strzyka ostatniego członu zgiętego kciuka, po czym zaciska się na nim pozostałe trzy palce, zsuwając jednocześnie kciuk w dół strzyka. Kciukować, można tylko na mokro, co powoduje zanieczyszczenie mleka. Ten sposób dojenia prowadzi do deformacji strzyka w wyniku stałego ucisku w jednym miejscu, w którym strzyk się przewęża, a rozdyma poniżej miejsca ucisku. Kciukowanie może czasem doprowadzić do powstania w strzyku dodatkowego bocznego otworu.

Przy dojeniu ręcznym należy zachować kolejność wydajania poszczególnych ćwiartek wymienia. Za najwłaściwsze uznaje się dojenie proste, polegające na wydojeniu najpierw ćwiartek przednich, a potem tylnych.

## Czynności związane z dojeniem
- przygotowanie  zwierząt i pomieszczenia (sprzątanie, wietrzenie, oczyszczenie zadów krów)
- przygotowanie się dojarza (mycie rąk, założenie odzieży roboczej),
- przygotowanie sprzętu do dojenia,
- mycie i wytarcie wymienia oraz dezynfekcja strzyków,
- masaż wymienia zwierzęcia przed dojeniem,
- zdojenie i kontrola pierwszych porcji mleka,
- dój właściwy
- masaż wymienia po dojeniu,
- zdojenie ze strzyków resztek mleka'
- mycie zabrudzonych naczyń.